# Hydroptila misolha
Hydroptila misolha är en nattsländeart som beskrevs av Bueno-soria 1984. Hydroptila misolha ingår i släktet Hydroptila och familjen smånattsländor. Inga underarter finns listade i Catalogue of Life.